# マニアの叫び
『マニアの叫び』（マニアのさけび）は、2007年1月12日から同年3月30日までテレビ東京他で毎週金曜 25:00 - 25:30に放送されていたマニア系のバラエティ番組である。

## 番組概要
ブラザートムを社長とする「一芸芸能社」がまだ見ぬ日本全国の様々なマニアをスカウトし、世の中に売り出していくことが目的となっていた番組である。

## 出演者
- ブラザートム（社長）
- ほしのあき（秘書）
- アメリカザリガニ（スカウトマン）
- ダブルブッキング（スカウトマン）
- キングオブコメディ（スカウトマン）
- 小阪由佳（見習いスカウトマン）

## ネット局と放送時間
| 放送対象地域   | 放送局                     | 系列           | 放送曜日及び放送時間    | 放送日の遅れ |
| -------------- | -------------------------- | -------------- | ----------------------- | ------------ |
| 関東広域圏     | テレビ東京（TX）【製作局】 | テレビ東京系列 | 金曜 25時00分～25時30分 | ---          |
| 福岡県         | TVQ九州放送（TVQ）         | テレビ東京系列 | 月曜 25時23分～25時53分 | 10日遅れ     |
| 岡山県・香川県 | テレビせとうち（TSC）      | テレビ東京系列 | 木曜 24時58分～25時30分 | 27日遅れ     |